# 도요오카촌
도요오카촌(일본어: 豊丘村)은 일본 나가노현 시모이나군 북부에 있는 촌이다.
현내에서는 온난한 기후로 비교적 겨울철의 강설도 적다. 기후를 살린 과수 및 야채의 재배, 수도 등이 번성한 농업 중심 마을이다. 사과·배·복숭아·이치다 감과 같은 과수와 송이버섯 등이 특산물이다. 특히 송이버섯은 일본 유수의 산지이다. 1만 년 이전의 구석기 시대부터 사람이 거주하였고 토지의 이점을 살린 독자적인 생활을 개척해 왔다고 여겨지며 마을 내 각지에는 조몬 시대의 토기와 토우, 고훈 시대의 스에 토기 등이 다수 출토되고 있다. 마을이 운영하는 케이블 TV 방송국으로 도요오카 방송 네트워크가 있다.

## 지리
나가노현 남부, 이다 분지를 남류하는 덴류강 동안의 하안단구상에 위치하고 있다. 소나무숲을 가지는 삼림 면적은 약 75%에 이르고 단구 중·상단은 주로 과수원과 야채밭, 최하단에는 풍부한 논지대가 퍼져 있다. 하천은 이나 산맥에서 발원하는 7개 하천이 단구를 횡단해 계곡을 만들고 덴류강으로 흘러든다.

## 역사
- 1955년 4월 1일 - 가와노촌, 구마시로촌이 합병해 도요오카촌이 성립하였다.

## 인구
| 연도 | 인구   | ±%     |
| ---- | ------ | ------ |
| 1940 | 8,822  | —      |
| 1950 | 10,077 | +14.2% |
| 1960 | 8,716  | −13.5% |
| 1970 | 7,600  | −12.8% |
| 1980 | 7,409  | −2.5%  |
| 1990 | 7,254  | −2.1%  |
| 2000 | 7,221  | −0.5%  |
| 2010 | 6,819  | −5.6%  |